# 陳所立
陳所立（1553年10月2日—17世紀），原名長濬，字以哲，號敬貽，福建福州府長樂縣十二都古槐人，明朝政治人物。

## 生平
陳所立是萬曆四年（1576年）丙子科福建鄉試第三十名舉人，三十二年（1604年）授漳浦教諭，選為國子監博士，出為淮安同知，調高州同知，天啟二年（1622年）陞永平知府，就任後在府治後建立書院，餘暇時則聚集諸生講論文義，亦禮遇文行俱優的生員，年末給與膏火炭資獎勵，府城北郭外有淝河、漆河會合，每到夏秋季總水漲至城腳，他就設法自拱辰門至菊花臺修築堤防保障城池，其後歷任興安州知州、陝西按察司副使、兵備神木，官至貴州按察司副使，著有《北平詩賦》諸集。

## 家族
祖父陳大濩，正德十六年進士；父陳省，嘉靖三十八年進士。母莊氏。妻林氏，南京戶部主事林朝聘（號肖逵）女，有五子四女。

## 引用
1. 1 2  民國《（福建）長樂縣志·卷二十三·列傳三》：陳省，字孔震，一字幼溪，十二都古槐人……子所立，初名長濬，萬曆丙子舉人，歷淮安同知，擢永平知府，雅尚經術，集諸生較文藝終日不倦，淝漆水漲，障城築甎隄，栽蓮芰以資民利，官終副使。
2. ↑  光緒《永平府志·卷五十二·名宦四》：陳所立，字如有，福建長樂人，舉人，天啟二年任永平知府，性嗜經術，甫下車即於府治後建立書院，以清聖主於中，政暇集諸生講論文義，終日不倦，其文行俱優者格外禮遇之，每歲暮各給膏火炭貲以勵其學，諸生益奮，北郭外淝漆二水瀠匯，夏秋漲輒齧城趾，公設法自拱辰門至菊花臺橫築甎隄里許障之，今遺址尚在，著有《北平詩賦》諸集。
3. ↑  民國《南陽陳氏族譜·歷代題名錄》：第二十四世……長濬公，萬曆丙子舉人，漳浦教諭，選國子監博士，出為永平府知府、陝西興安州知州、神木兵備副使、貴州按察司副使。（省公子又名所立）
4. ↑  民國《南陽陳氏族譜·第二十三世祖傳》：長濬，字以哲，號敬貽，省之長子，雙溪公長孫，安公曾孫，合菴公玄孫，南陽公二十四世孫也。母莊氏。嘉靖癸丑年八月二十五日生，中萬曆丙子科舉人，萬曆乙未年改名所立，萬曆三十二年授漳浦縣儒學教諭。娶省同年南京戶部主事林肖逵朝聘女，嘉靖壬子年十月十五日生，生子五女四，長如芝，適侯官曾左史泗源孔志子郡庠生萬仭；次如蘭，適福清薛方伯鳴宇夢雷子太學生端清；三如蘅，適侯官魏憲長南臺文掖孫賢諤。庶謝氏，生子雲騰，生女如荃，許聘永寧州守林懷瓊裕陽子逢經。庶薛氏，生子雲霄，餘闕詳。